# Oded Fehr
Oded Fehr (ur. 23 listopada 1970 w Tel Awiwie) – izraelski aktor filmowy i telewizyjny, występował jako Ardeth Bay w filmach Mumia (1999) i Mumia powraca (2001) oraz  jako doktor Nicolas Kokoris w serialu Lekarze marzeń.

## Życiorys

### Wczesne lata
Urodził się w Tel Awiwie jako syn Gili (z domi Lachmann), pochodzącej z Holandii opiekunki, i Uri/Ury Ernsta Fehra, pochodzącego z Niemiec fizyka. Dorastał wraz ze starszym bratem, siostrą i młodszą siostrą przyrodnią. Po ukończeniu szkoły średniej, w latach 1989–1992 służył w Izraelskim Korpusie Morskim. Pracował jako ochroniarz w izraelskiej linii lotniczej El Al w Niemczech. Próbował bez powodzenia rozpocząć karierę przedsiębiorcy we Frankfurcie, gdzie uczęszczał na kurs teatralny. W 1997 studiował aktorstwo w londyńskiej Bristol Old Vic Theatre School.

### Kariera aktorska
Grał Don Juana w sztuce Ödöna von Horvátha Don Juan wraca z wojny w londyńskim CourtyardTheatre, a także występował we Frankfurcie w przedstawieniu Davida Mameta Perwersja seksualna w Chicago. Po raz pierwszy pojawił się na szklanym ekranie w brytyjskim teledramacie kryminalnym Killer Net (1998) u boku Paula Bettany. Po debiutanckim występie na dużym ekranie w komedii Boski żigolo (Deuce Bigalow: Male Gigolo, 1999) z Robem Schneiderem, został dostrzeżony jako Ardeth Bey w komedii sensacyjno-przygodowej fantasy Mumia (The Mummy, 1999) i jej sequelu Mumia powraca (The Mummy Returns, 2001).
Zagrał w dwóch produkcjach telewizyjnych kanału Hallmark/ABC: Kleopatra (Cleopatra, 1999) u boku Leonor Vareli, Timothy’ego Daltona i Billy’ego Zane’a oraz Baśnie tysiąca i jednej nocy (Arabian nights, 2000) z Mili Avital, Alanem Batesem, Jamesem Frainem, Johnem Leguizamo, Dougrayem Scottem i Rufusem Sewellem.
Pojawił się także w serialach: Czarodziejki (Charmed, 2004–2005) w roli Zankou oraz Showtime Uśpiona komórka (Sleeper Cell, 2005–2006) jako Farik. Wystąpił w roli Carlosa Olivery w dreszczowcu Sci-Fi Resident Evil 2: Apokalipsa (Resident Evil: Apocalypse, 2004) i sequelu Resident Evil: Zagłada (Resident Evil: Extinction, 2007).

## Życie prywatne
22 grudnia 2002 poślubił Rhondę Tollefson. Mają dwójkę dzieci: syna Atticusa (ur. 4 stycznia 2003) i córkę Finley (ur. 26 lutego 2006).

## Filmografia

### Filmy
- 1999: Boski żigolo (Deuce Bigalow: Male Gigolo) jako Antoine Laconte
- 1999: Mumia (The Mummy) jako Ardeth Bay
- 2001: Mumia powraca (The Mummy Returns) jako Ardeth Bay
- 2001: Strażnicy Teksasu (Texas Rangers) jako Pete Marsele
- 2004: Resident Evil 2: Apokalipsa (Resident Evil: Apocalypse) jako Carlos Olivera
- 2005: Deuce Bigalow: Boski żigolo w Europie (Deuce Bigalow: European Gigolo) jako Antoine Laconte
- 2005: Wyścig marzeń (Dreamer: Inspired by a True Story) jako książę Sadir
- 2005: Scooby Doo na tropie Mumii (Scooby-Doo in Where's My Mummy) jako Amahl Ali Akbar (głos)
- 2007: Resident Evil: Zagłada (Resident Evil: Extinction) jako Carlos Olivera

### Filmy TV
- 1998: Killer Net jako Victor
- 1999: Kleopatra (Cleopatra) jako egipski kapitan
- 2000: Baśnie tysiąca i jednej nocy (Arabian Nights) jako złodziej
- 2001: Mumia – parodia (The Mummy Parody) jako Ardeth Bay

### Seriale TV
- 1994–2000: The Knock jako Lukics
- 2001–2002: Ściśle tajne (UC: Undercover) jako Frank Donovan
- 2002: Lekarze marzeń (Presidio Med) jako dr Nicholas Kokoris
- 2003–2004: Liga Sprawiedliwych (Justice League) jako dr Fate
- 2004–2005: Czarodziejki (Charmed) jako Zankou
- 2005: Amerykański tata (American Dad!) jako Kazim
- 2005–2006: Uśpiona komórka (Sleeper Cell) jako Farik
- 2006: Liga Sprawiedliwych (Justice League) jako dr Fate/Kent Nelson
- 2010–2013: Kamuflaż (Covert Affairs) jako Eyal Levine (gośc.)
- 2011: V: Goście (V) jako Eli Cohn (gośc.)
- 2015: Stitchers jako Leslie Turner
- 2015–2019: Czarna lista (Blacklist) jako Levi, agent Mosadu (gośc.)
- 2016: Dawno, dawno temu (Once Upon a Time) jako Jafar
- 2020: Star Trek: Discovery jako admirał Charles Vance